# Guerdjoum
Guerdjoum (em árabe: ڤرجوم) é uma cidade e comuna localizada na província de Mascara, Argélia. Segundo o censo de 2008, a população total da cidade era de 2 549 habitantes.